# Sceloporus edwardtaylori
Sceloporus edwardtaylori är en ödleart som beskrevs av  Smith 1936. Sceloporus edwardtaylori ingår i släktet Sceloporus och familjen Phrynosomatidae. IUCN kategoriserar arten globalt som livskraftig. Inga underarter finns listade i Catalogue of Life.